# Postęp w agrobiznesie
Postęp w agrobiznesie – oznacza sekwencję zmian technicznych, organizacyjnych i społecznych, w wyniku których wytwarzanie dóbr materialnych i usług w agrobiznesie staje się bardziej efektywne (tańsze), organizacja i zarządzanie staje się bardziej sprawne, a stosunki społeczne stają się powszechnie akceptowalne.
Postęp w agrobiznesie jest właściwy dla stosunków panujących w polskim sektorze przemysłu rolno-spożywczego i korporacjach żywnościowych.

## Pojęcie postępu w agrobiznesie
Agrobiznes definiowany jest jako zestaw działań powiązanych bezpośrednio lub pośrednio z wytwarzaniem produktów żywnościowych. Stanowi część współczesnej gospodarki narodowej, która obejmuje produkcję w rolnictwie, przetwórstwo artykułów rolno-spożywczych oraz dystrybucje żywności i produktów pochodnych.
Agrobiznes jako dziedzina aktywności podmiotów gospodarki w zakresie gospodarki rolno-spożywczej, obejmujący obok rolnictwa właściwego, także przemysł rolno-spożywczy, handel żywnością, gastronomię, spożycie żywności, eksport i import żywności. Wymaga zatem kształtowanie postaw innowacyjnych obejmujących skomplikowaną strukturę wyodrębnionych sektorów gospodarczych. Agrobiznes w kontekście kierowania i zarządzania oznacza wyodrębnione jednostkę gospodarczą, ze swoimi zarządami, zasobami siły roboczej, obiektami, kapitałem itp., w sensie społeczno-gospodarczym stanowi pionowo i poziomo zintegrowany system procesów gospodarczych, obejmujący cała gospodarkę żywnościową.
Postęp w agrobiznesie oznacza wielostopniowy i wielopoziomowy proces tworzenia, wdrażania i upowszechniania innowacji, które przyczyniają się do zintegrowania operacji, zadań i celów, które związane są z wytwarzaniem i dystrybucją żywności. Postęp w przetwórstwie oczekuje procesów dostosowawczych w zakresie dostarczanych surowców, które wymuszają zmiany w dotychczasowej technologii produkcji. To z kolei stawia nowe zadania przed rodzajami maszyn i narzędzi rolniczych, wymaganych w toku procesu produkcyjnego.

## Rodzaje postępów w agrobiznesie
Postęp w agrobiznesie pozwala na wyodrębnienie następujących rodzajów:

### Postęp techniczny w agrobiznesie
Postęp techniczny w agrobiznesie polega na przechodzeniu od technik mniej efektywnych do technik bardziej efektywnych lub od jednego do drugiego zbioru technik efektywnych. Obejmuje także przesuwanie poszczególnych faz (stadiów) powstawania finalnego produktu żywnościowego. Prowadzi to do zmiany gałęziowej struktury agrobiznesu i wywołanie nowych struktur organizacyjnych korporacji żywnościowych.

### Postęp organizacyjny w agrobiznesie
Postęp organizacyjny w agrobiznesie polega na wprowadzeniu takich struktur, metod i technik zarządzania, które proces produkcyjny czynią bardziej sprawnym i efektywnym. Postęp organizacyjny obejmuje zarówno zarządzanie produkcją w skali przedsiębiorstwa, jak i instytucjonalne struktury w skali makro. W tym drugim przypadku postęp polega na ustanawianiu takich relacji pomiędzy rożnymi ogniwami agrobiznesu oraz jego bliskim otoczeniu, które zarządzanie czynią proste, przejrzyste i skuteczne.

### Postęp społeczny agrobiznesie
Postęp społeczny agrobiznesie polega na formułowaniu takich struktur społecznych i relacji między ludźmi, które dają im poczucie większej satysfakcji z ich pracy.